# Tadeusz Włudarski

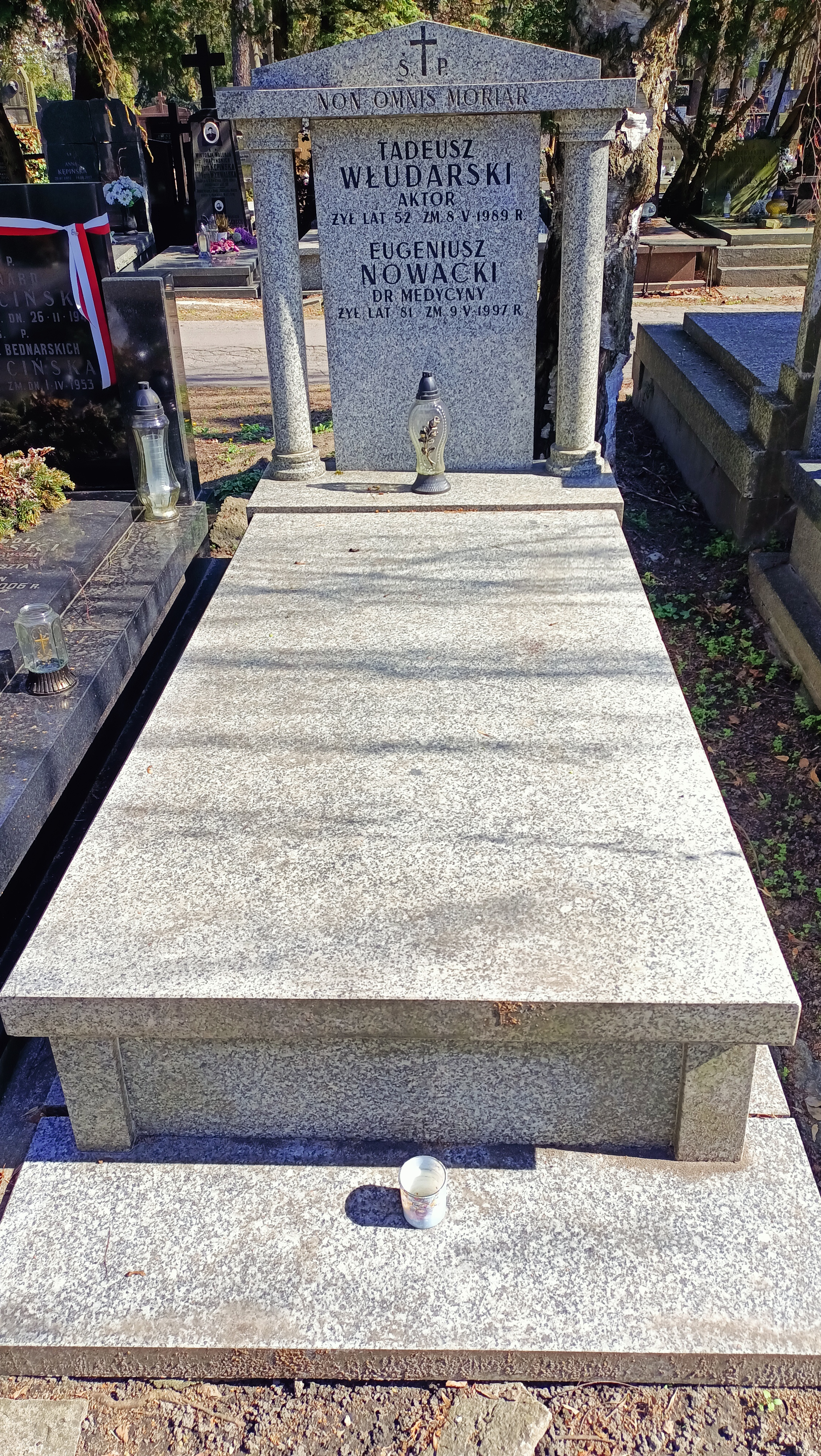
Grób Tadeusza Włudarskiego na cmentarzu Powązkowskim w Warszawi

Tadeusz Włudarski (ur. 17 września 1936 w Krakowie, zm. 8 maja 1989 w Warszawie) – polski aktor.

## Życiorys
W 1959 ukończył Oddział Lalkarski przy Wydziale Aktorskim Państwowej Wyższej Szkoły Teatralnej im. Ludwika Solskiego w Krakowie. W 1963 roku zdał egzamin eksternistyczny ZASP dla aktorów dramatu. W latach 1959–1962 grał w Teatrze im. Aleksandra Fredry w Gnieźnie, w sezonie 1962/63 w Teatrze Wybrzeże w Gdańsku (należał także do zespołu Sceny Objazdowej Teatru Wybrzeże), w sezonie 1963/64 w Teatrze Rapsodycznym w Krakowie, w sezonie 1964/65 w Teatrze Ziemi Krakowskiej im. Ludwika Solskiego w Tarnowie. W latach 1965–1969 był zaangażowany w Teatrze Ludowym w Nowej Hucie, w latach 1969–1973 w Teatrze im. Juliusza Słowackiego w Krakowie, w latach 1973–1987 w Teatrze Studio w Warszawie. Od 1987 był w zespole Teatru Powszechnego w Warszawie.
Był znany zwłaszcza z ról radiowych (narrator w słuchowiskach Marcina Wolskiego w magazynie 60 minut na godzinę w Programie III PR) i dubbingu (mucha Bzyk w Pszczółce Mai, kapitan Kliper z Podróży kapitana Klipera, przez krótki czas także Fred Flintstone).
W 1962 na Kaliskich Spotkaniach Teatralnych otrzymał wyróżnienie za rolę Wiktora w Irkuckiej historii w Teatrze im. Aleksandra Fredry w Gnieźnie.
Zmarł w Warszawie, pochowany na cmentarzu Powązkowskim (kwatera 131-2-12).

## Filmografia
- 1973: Miś Kudłatek –
  - strażnik (głos, odc. 2),
  - niedźwiedź (głos, odc. 3),
  - rybak (głos, odc. 7),
  - mleczarz (głos, odc. 9),
  - balon (głos, odc. 10),
  - buldog (głos, odc. 11)
- 1976: Polskie drogi – granatowy policjant (odc. 1)
- 1977: Wielka podróż Bolka i Lolka –
  - kapitan „Albatrosa” (głos),
  - rozbójnik Abdullah (głos)
- 1978: 07 zgłoś się – patolog (odc. 9)
- 1978: Życie na gorąco – Jose Ilario (odc. 4)
- 1979: Tajemnica Enigmy – kontakt przekazujący dokumenty Rejewskiemu i Zygalskiemu (odc. 7)
- 1982: Latawiec – fryzjer Stasio
- 1986: Zmiennicy – ordynator (odc. 3)
- 1987: Anioł w szafie – Maniek
- 1987: Dorastanie – dziekan
- 1987: Rzeka kłamstwa – Tawula
- 1987: Zad wielkiego wieloryba – pracownik Muzeum Narodowego
- 1987: Bajka o trzech smokach – lektor (głos)
- 1987: S.O.S. dla kosmosu – obsada głosowa
- 1988–1989: Felek Trąbka – obsada głosowa
- 1988: Biesy – woźnica
- 1988: Dawid i Sandy –
  - Wielki Szef (głos),
  - różowy słoń (głos)
- 1989: Nocny gość – Nicolas
- 1987–1990: Podróże kapitana Klipera – kapitan Kliper (głos, odc. 1-10)

## Dubbing
- 1973: Siedemnaście mgnień wiosny – Rolf
- 1979: Gęsiarek Maciek – Döbrögi
- 1979–1984: Pszczółka Maja –
  - Bzyk Brzęczymucha,
  - Teodor,
  - Grubas (odc. 11),
  - larwa cykady (odc. 21),
  - Pucek (odc. 34),
  - Gustaw Mocny (odc. 46),
  - Mistrz Ceremonii (odc. 49)
- 1978: Wiatr w żaglach – Bosman Pietrowicz
- 1985: Wodne dzieci – rekin Morderca
- 1979: Koniec imperatora tajgi – Pasza Nikitin
- 1980: Przygoda arabska – Asaf
- 1980: Pies, który śpiewał – Harley Kennan
- 1980: Biały delfin Um
- 1981: Królewicz i gwiazda wieczorna – Weteran
- 1981: Przygody barona Münchhausena – pisarz sądowy
- 1981: Wnuk swojej babci – ojciec Dawida
- 1983: Krach operacji „Terror” – minister Borysow
- 1984: O dzielnym kowalu – kowal
- 1986: I oto przyszedł Bumbo – dyrektor cyrku
- 1986: Piecuch – król Lwisław
- 1987: Niekończąca się opowieść – Pożeracz Skał
- 1987: Dookoła świata z Willym Foggiem (pierwsza wersja dubbingowa) – konstabl Bully
- 1987–1989: Smerfy
- 1988–1990: Flintstonowie (druga wersja dubbingowa) – Fred Flintstone